# Vlag van Rixensart
De vlag van Rixensart is op onbekende datum bij raadsbesluit vastgesteld als de vlag van de Waals-Brabantse gemeente Rixensart. De vlag kan als volgt worden beschreven:
Drie horizontale banen van geel-[geblokt wit en rood]-geel met een rode lelie op de [bovenste] gele baan.
De vlag is volledig gebaseerd op het gemeentewapen en ziet er dus helemaal hetzelfde uit.